# Quest of the Delta Knights
Quest of the Delta Knights is een Amerikaanse fantasyfilm uit het Sword & Sorcery-genre. De film werd geregisseerd door James Dodson.

## Verhaal
De film draait om een jongen genaamd Travis, die van zijn meester leert dat hij de sleutel is in het redden van de wereld. Travis voegt zich bij een geheime organisatie genaamd de Delta Knights, en wordt op een zoektocht gestuurd om de verloren schatten van Archimedes te vinden. Travis krijgt hulp van de schilder Leonardo en het tavernemeisje Thena. Het trio wordt tegengewerkt door de kwaadaardige Lord Vultare.

## Cast
| Acteur          | Personage                          | Opmerkingen             |
| --------------- | ---------------------------------- | ----------------------- |
| David Warner    | Lord Vultare / Baydool / Verteller |                         |
| Corbin Allred   | Travis                             |                         |
| David Kriegel   | Leonardo                           |                         |
| Brigid Brannagh | Thena                              | als Brigid Conley Walsh |
| Olivia Hussey   | The Mannerjay                      |                         |
| Sarah Douglas   | Madam Maaydeed                     |                         |
| Richard Kind    | Wamthool                           |                         |
| Peter Sands     | Jaamteer                           |                         |
| Robert Miano    | Incense Merchant                   |                         |

## Achtergrond
De film werd niet al te goed ontvangen. Punten van kritiek waren onder andere de slechte dialogen en de onduidelijke reden waarom David Warner zowel de mentor van de held als de primaire schurk speelde.
De film is onduidelijk wat betreft het bepalen van de tijdsperiode waarin hij zich afspeelt. Het verhaal lijkt plaats te vinden in het middeleeuwse Engeland, maar een paar elementen spreken dit tegen. Zo dragen Vultares handlangers vikinghelmen, en speelt Leonardo da Vinci, die tijdens de renaissance leefde, een belangrijke rol in de film.
De film werd bespot in de cultserie Mystery Science Theater 3000.